# Steinbier

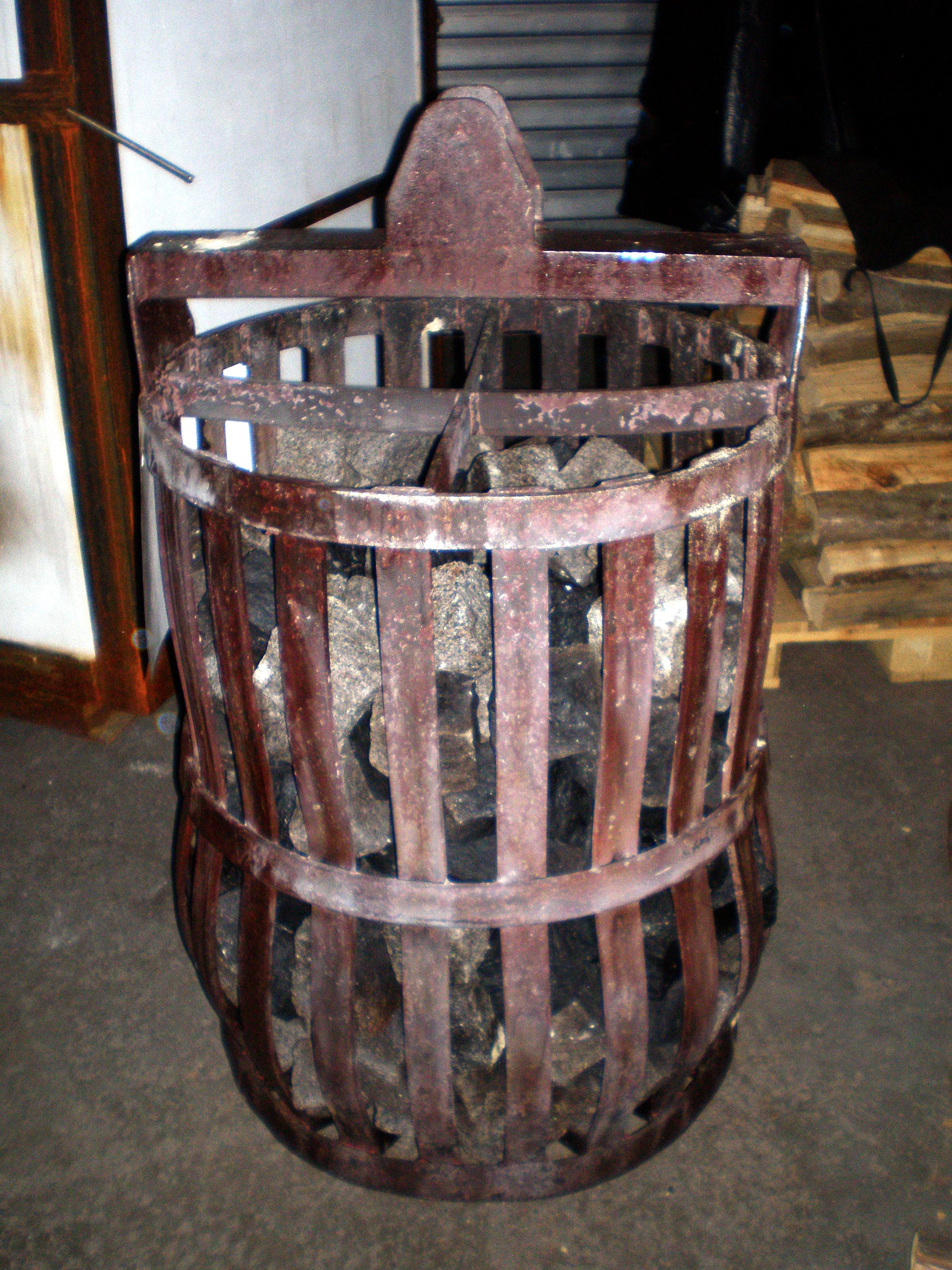
Panier en pierre de la brasserie Leikeim pour le processus de brassage Steinbier

La steinbier (« bière de pierre » en allemand) est un type de bière de fermentation haute originaire de Bavière. Elle est obtenue en versant le moût sur des dalles de pierre chauffées à blanc avec du bois de hêtre afin de cristalliser les sucres et obtenir ainsi un arôme fumé.